# Samiyah Hassan Nour
Samiyah Hassan Nour (in arabo سامية حسن نور‎?; 5 dicembre 1999) è una mezzofondista gibutiana.

## Biografia
Nel 2019 partecipa ai Giochi mondiali militari di Wuhan, dove raggiunge la dodicesima posizione in classifica nei 1500 metri piani. 
Ai Giochi della Francofonia di Kinshasa 2023 si posiziona quarta nei 5000 metri piani e conquista la medaglia d'argento nei 10000 metri piani, facendo registrare anche il nuovo record nazionale del Gibuti con il tempo di 33'21"50.
Nel 2024, dopo essersi classificata sesta nei 5000 metri piani ai Giochi panafricani di Accra a marzo, il 19 giugno a Liegi, in Belgio, segna un nuovo record nazionale nei 5000 metri piani, portandolo a 14'49"00. Due giorni dopo conquista la medaglia di bronzo nei 5000 metri piani ai Campionati africani di atletica leggera di Douala.
Durante la cerimonia di apertura dei Giochi olimpici di Parigi 2024 è stata portabandiera per il Gibuti.

## Record nazionali
- 5000 metri piani: 14'49"00 ( Liegi, 19 giugno 2024)
- 10000 metri piani: 33'21"50 ( Kinshasa, 1º agosto 2023)

## Progressione

### 1500 metri piani
| Stagione | Tempo   | Luogo      | Data       | Rank. Mond. |
| -------- | ------- | ---------- | ---------- | ----------- |
| 2024     | 4'19"79 | Troyes     | 16-6-2024  |             |
| 2023     | 4'15"29 | Strasburgo | 16-6-2023  | 374ª        |
| 2022     | 4'35"73 | Gibuti     | 25-3-2022  | 2917ª       |
| 2019     | 4'38"30 | Wuhan      | 25-10-2019 | 2942ª       |
| 2018     | 4'44"71 | Gibuti     | 30-3-2018  | –           |
| 2017     | 4'50"47 | Gibuti     | 25-3-2017  | –           |

### 5000 metri piani
| Stagione | Tempo    | Luogo     | Data      | Rank. Mond. |
| -------- | -------- | --------- | --------- | ----------- |
| 2024     | 14'49"00 | Liegi     | 19-6-2024 |             |
| 2023     | 15'21"76 | Montesson | 10-6-2023 | 138ª        |

### 10000 metri piani
| Stagione | Tempo    | Luogo    | Data     | Rank. Mond. |
| -------- | -------- | -------- | -------- | ----------- |
| 2023     | 33'21"50 | Kinshasa | 1-8-2023 | 288ª        |

## Palmarès
| Anno | Manifestazione           | Sede     | Evento        | Risultato | Prestazione | Note             |
| ---- | ------------------------ | -------- | ------------- | --------- | ----------- | ---------------- |
| 2019 | Giochi mondiali militari | Wuhan    | 1500 m piani  | 12ª       | 4'38"30     |                  |
| 2023 | Giochi della Francofonia | Kinshasa | 5000 m piani  | 4ª        | 16'28"89    |                  |
| 2023 | Giochi della Francofonia | Kinshasa | 10000 m piani | Bronzo    | 33'21"50    | Record nazionale |
| 2024 | Giochi panafricani       | Accra    | 5000 m piani  | 6ª        | 15'35"14    |                  |
| 2024 | Campionati africani      | Douala   | 5000 m piani  | Bronzo    | 15'42"63    |                  |
| 2024 | Giochi olimpici          | Parigi   | 5000 m piani  | Batteria  | 15'13"63    |                  |